# Adam Bonia
Adam Bonia (ur. 1 września 1939, zm. 3 września 2012 w Rzeszowie) – polski piłkarz okresu powojennego. Wieloletni gracz Piasta Brzeg, później Odry Opole i Stali Rzeszów.